# Imerinaea
Imerinaea es un género monotípico de orquídea de hábito terrestre. Su única especie,  Imerinaea madagascarica Schltr., es originaria de Madagascar.

## Descripción
Es una planta herbácea de pequeño tamaño de hábito terrestre, con un rizoma corto que da lugar a oscuros pseudobulbos cilíndricos que llevan una sola hoja erecta, estrechamente liguladas-lanceoladas, acuminadas, algo pecioladas. Florece a finales de primavera hasta el otoño en una inflorescencia terminal en racimo, erecta, delgada, ligeramente más larga que la hoja, con pocas flores.

## Distribución y hábitat
Se encuentra en Madagascar en los bosques húmedos de montaña ricos en musgo y  liquen o sobre rocas sombreadas y húmedas a altitudes de 1000 a 1500 metros.

## Sinonimia
- Phaius gibbosulus H.Perrier, Mém. Inst. Sci. Madagascar, Sér. B, Biol. Vég. 6: 262 (1955).[1]